# Sacalia quadriocellata
Sacalia quadriocellata är en sköldpaddsart som beskrevs av  Friedrich Siebenrock 1903. Sacalia quadriocellata ingår i släktet Sacalia och familjen Geoemydidae. IUCN kategoriserar arten globalt som starkt hotad. Inga underarter finns listade i Catalogue of Life.
Arten förekommer i sydöstra Kina, på Hainan och i Vietnam.